# Волейбол на летних Олимпийских играх 2016 (составы, женщины)
На этой странице приведены составы женских команд, которые принимали участие в турнире по волейболу на XXXI Олимпийских играх в Рио-де-Жанейро.
В заявку команды разрешено включать 12 волейболисток. Указаны клубы, в которых игроки выступали в сезоне-2015/16.
Знаком * обозначены игроки либеро, выходившие номинально как доигровщицы на заднюю линию не форме либеро. В столбце «Очки» в скобках указано количество очков в атаке, на блоке и с подачи.

## Аргентина
Главный тренер: Гильермо Ордуна, тренер: Гильермо Касерес.

## Бразилия
Главный тренер: Зе Роберто, тренеры: Пауло Баррос, Клаудио Пинейро.

## Италия
Главный тренер: Марко Бонитта, тренеры: Кристиано Лукки, Фабио Соли.

## Камерун
Главный тренер: Жан-Рене Аконо, тренеры: Мари Афане, Нане Эоне.

## Китай
Главный тренер: Лан Пин, тренер: Лай Явэнь.

## Нидерланды
Главный тренер: Джованни Гуидетти (Италия), тренеры: Гиль Феррер Кутино (Германия), Саския ван Хинтум.

## Пуэрто-Рико
Главный тренер: Хуан Карлос Нуньес, тренеры: Рамон Альфредо Гарсия (Куба), Сьомара Молеро.

## Республика Корея
Главный тренер: Ли Джон Чхоль, тренеры: Ким Хён Чхоль, Лим Сон Хан.

## Россия
Главный тренер: Юрий Маричев, тренер: Сергей Хорошев.

## Сербия
Главный тренер: Зоран Терзич, тренер: Бранко Ковачевич.

## США
Главный тренер: Карч Кирай, тренеры: Том Блэк, Джейми Моррисон.

## Япония
Главный тренер: Масаёси Манабэ, тренеры: Ген Кавакита, Сигекадзу Окубо.